# Frea proxima
Frea proxima là một loài bọ cánh cứng trong họ Cerambycidae.